# FC Serpa
El FC Serpa es un equipo de fútbol de Portugal que juega en el Campeonato de Portugal, la cuarta división nacional.

## Historia
Fue fundado el 30 de junio de 1945 en el municipio de Serpa del distrito de Beja, siendo actualmente uno de los equipos más representativos del distrito, ya que antes de su fundación existieron varios equipos pero que existieron por poco tiempo. Gana el torneo distrital por primera vez en 1947, iniciando su primer gran periodo.
En la temporada 1956/57 es campeón de la desaparecida Tercera División de Portugal anotando 103 goles y con ello logrando el ascenso a la Segunda División de Portugal, logrando un histórico cuarto lugar en su primera temporada, pero descendiendo de la segunda división nacional dos años después.

## Palmarés
- Tercera División de Portugal: 1

1956/57
- Liga Regional de Beja: 8

1947/48, 1956/57, 1970/71, 1976/77, 1980/81, 1993/94, 1997/98, 2005/06
- Copa de Beja: 3

1996/97, 2000/01, 2011/12